# ツノゴマ科
ツノゴマ科（ツノゴマか、学名 : Martyniaceae ）は、シソ目の被子植物の科であり、その分布域は、新世界に限定されている。ツノゴマ科は、クロンキスト体系ではゴマ科（ゴマノハグサ目) に含まれていたが、APG植物分類体系では別の科とされている。両科の特徴は、葉または茎には、ぬるぬる感またはじめじめ感を与える粘液質の毛を持ち、果物に引っかけや角があることである。ツノゴマ属の一部の種は、角のある果実を形成することから「ユニコーンプランツ」（unicorn plant）または「悪魔の爪」（devil's claw）と呼ばれている。